# سیلور بنشی
سیلور بَنشی (به انگلیسی: Silver Banshee)، با نام اصلی شیوون مک‌دوگال، یک شخصیت خیالی شرور بزرگ در کتاب‌های کامیک آمریکایی منتشر شده توسط دی‌سی کامیکس است که عموماً به عنوان دشمن شخصیت‌های ابرقهرمان سوپرمن و سوپرگرل محسوب می‌شود. این شخصیت توسط جان بیرن خلق شده است و برای اولین بار در شمارهٔ ۵۹۵ مجموعه اکشن کامیکس (دسامبر ۱۹۸۷) حضور پیدا کرد. او برخی مواقع نقش یک ابرقهرمان را نیز ایفا می‌کند.
ایتالیا ریچی در فیلم سوپرگرل وظیفه بازی در این نقش را بر عهده داشت.